# Филатов (посёлок)
Фила́тов — хутор в Чернышковском районе Волгоградской области. Входит в состав Сизовского сельского поселения.

## География
Посёлок находится на правом берегу реки Цимла, при впадении балки Песчаная, у автодороги 18К-3 «Цимлянск — Чернышковский».

## Население
| 2010 |
| ---- |
| 174  |

## Улицы
| - ул. Кленовая, - ул. Лазоревая, - ул. Молодёжная, | - ул. Новая, - ул. Ореховая, - ул. Речная. |